# Marcia Mitzman Gaven
Marcia Mitzman Gaven est une actrice américaine née le 28 février 1959 à New York.

## Filmographie

### Cinéma
- 1990 : Le Bûcher des vanités : une esclave
- 1998 : Small Soldiers : l'annonceuse de Globotech
- 2002 : Moonlight Mile : une fashion victim

### Télévision
- 1991 : George (1993 TV series) (Baby Talk) (1 épisode)
- 1993 : La Panthère rose : plusieurs personnages
- 1994 : Drôles de monstres (Aaahh!!! Real Monsters) : Sloop et Spoop (2 épisodes)
- 1994 : Red Planet : Dr Jane Marlowe
- 1994 : The George Carlin Show
- 1995 : Ellen : Debby (1 épisode)
- 1995 : Max la Menace (Get Smart) : la directrice du Kaos (4 épisodes)
- 1996 : Le Drew Carey Show : Kim (1 épisode)
- 1996 : Life's Work : Dr Laura Levinger (1 épisode)
- 1997 : Babylon 5 : commandant Sandra Levitt (1 épisode)
- 1997 : Cooper et nous : la greffière (1 épisode)
- 1998 : Frasier : Allison (1 épisode)
- 1998 : Beverly Hills : la juge (1 épisode)
- 1999-2002 : Les Simpson : Helen Lovejoy, Mlle Hoover et Maude Flanders (11 épisodes)
- 2004 : Amour, Gloire et Beauté : sœur Madeleine (3 épisodes)

### Jeu vidéo
- 1993 : Leisure Suit Larry VI : Tu t'accroches ou tu décroches ! : Bodine de Bourgogne
- 2006 : Tom Clancy's Splinter Cell: Double Agent